# Lovrečka Varoš
Lovrečka Varoš – wieś w Chorwacji, w żupanii zagrzebskiej, w mieście Vrbovec. W 2011 roku liczyła 157 mieszkańców.